# باله سلطنتی
باله سلطنتی (انگلیسی: The Royal Ballet) یا باله رویال، یک شرکت بین‌المللی باله کلاسیک پرآوازه بریتانیایی است که در تالار اپرای سلطنتی لندن در محله شیک کاونت گاردن، لندن، انگلیس واقع شده‌است. این کمپانی که بزرگ‌ترین شرکت در بین پنج کمپانی باله اصلی در بریتانیای کبیر است، در سال ۱۹۳۱ توسط نینت دو والوا تأسیس گردید.
شرکت باله سلطنی یکی از برجسته‌ترین شرکت‌های باله در قرن بیستم بود و تا امروز یکی از مشهورترین شرکت‌های باله دنیا می‌باشد که به‌طور کلی به خاطر ارزشهای خلاقانه و هنرمندانه معروف است. این شرکت از حدود ۱۰۰ رقصنده استفاده می‌کند.  